# Eriocaulon spectabile
Eriocaulon spectabile là một loài thực vật có hoa trong họ Eriocaulaceae. Loài này được F.Muell. mô tả khoa học đầu tiên năm 1859.